# Dmitrij Fiesienko
Dmitrij Michajłowicz Fiesienko (ros. Дмитрий Михайлович Фесенко; ur. 23 lutego 1982) – rosyjski snowboardzista. Nie startował na igrzyskach olimpijskich ani na mistrzostwach świata w snowboardzie. Najlepsze wyniki w Pucharze Świata w snowboardzie osiągnął w sezonie 2001/2002, kiedy to zajął 4. miejsce w klasyfikacji Big Air.

## Sukcesy

### Mistrzostwa Świata
| Miejsce | Dzień       | Rok  | Miejscowość          | Konkurencja | Zwycięzca        |
| ------- | ----------- | ---- | -------------------- | ----------- | ---------------- |
| 64.     | 27 stycznia | 2001 | Madonna di Campiglio | Halfpipe    | Kim Christiansen |

### Puchar Świata

#### Miejsca w klasyfikacji Big Air
- 2001/2002 – 4.
- 2002/2003 – 17.
- 2003/2004 – 63.
- 2004/2005 – 72.

#### Miejsca na podium
1. Berlin – 26 października 2002 (Big Air) – 2. miejsce